# Герб Говеї
Ге́рб Гове́ї — офіційний символ міста Говея, Португалія. Використовується як територіальний герб. У чорному щиті три пурпурові водяні колеса. Вони розташовані над водою у вигляді широкої синьої хвилястої смуги зі срібними смугами по краях. У главі щита п'ятипроменева зірка, обабіч якої два пурпурові виноградні грона із зеленим листям. Щит увінчує срібна мурована міська корона з п'ятьма вежами.  Під щитом біла стрічка, на якій великими літерами напис португальською: «cidade de Gouveia» (місто Говея).  Офіційно затверджений 1 лютого 1988 року. Створений на основі попереднього містечкового герба, ухваленого 21 лютого 1985 року. 

## Галерея

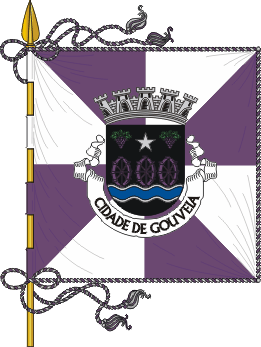
Прапор